# كل شيء (برنامج)
كل شيء أو إيفري ثينج هو أداة مجانية للبحث على سطح المكتب لأنظمة ويندوز، تتيح العثور بسرعة على الملفات والمجلدات بالاسم. على الرغم من أن الملفات التنفيذية مرخصة بموجب رخصة حرة مطابقة لـ رخصة MIT، إلا أنه ليس مفتوح المصدر.

## نظرة عامة
عند تشغيل برنامج إيفري ثينج لأول مرة، يقوم بإنشاء فهرس لأسماء جميع الملفات والمجلدات على جميع وحدات التخزين بنظام إن تي إف إس وآر إي أف إس في النظام، مستخرجًا البيانات من جدول الملفات الرئيسي NTFS. بشكل افتراضي، تتم فهرسة جميع وحدات التخزين المركبة التي تعمل بنظام NTFS وReFS. بمجرد إنشاء الفهرس، يتم تحديثه باستمرار من قبل التطبيق، حيث يتم جلب التحديثات في حالة NTFS من سجل التغييرات NTFS.
يمكن أيضًا إضافة مجلدات محددة من أي نظام ملفات إلى الفهرس، ولكن عملية الفهرسة ستكون بطيئة إذا لم يكن المجلد يستخدم NTFS أو ReFS، رغم أن البحث باستخدام الفهرس المكتمل لن يكون بطيئًا.
بغض النظر عن نظام الملفات المستخدم على محركات الأقراص والمجلدات المفهرسة، يبحث برنامج "إيفري ثينج" في فهرسه عن أسماء الملفات التي تطابق تعبير البحث الذي يدخله المستخدم، والذي قد يكون جزءًا من اسم الملف المستهدف أو تعبيرًا منتظمًا. يتم عرض النتائج على الفور أثناء إدخال مصطلح البحث.
نظرًا لأن "إيفري ثينج" لا يفهرس محتوى الملفات، وبالنسبة لمحركات أقراص NTFS يعتمد فقط على سجل التغييرات NTFS لتصفية تحديثات الملفات، فإن النشاط الوحيد الذي يتطلبه على وحدات NTFS هو تحديث فهرسه، مما يجعله يستهلك القليل جدًا من الذاكرة ووحدة المعالجة المركزية عند فهرسة وحدات NTFS وReFS فقط.

## مخاوف أمنية
نظرًا لأن برنامج إيفري ثينج يتطلب الوصول إلى سجل التغييرات NTFS، فإنه يجب تشغيله بامتيازات المسؤول، إما ضمن حساب مستخدم لديه صلاحيات مرتفعة أو كـ خدمة ويندوز. عند تشغيله كخدمة ويندوز، يمكنه توفير وظيفة البحث للحسابات التي لا تمتلك صلاحيات المسؤول. ومع ذلك، لا يقوم "إيفري ثينج" بتصفية نتائج البحث بناءً على صلاحيات العميل قبل عرضها، مما يسمح لكل مستخدم برؤية جميع الملفات على وحدة التخزين. علاوة على ذلك، عند فتح ملف أو تشغيل ملف تنفيذي، فإنه يتم تشغيله باستخدام بيانات اعتماده الخاصة بدلاً من بيانات اعتماد المستخدم الذي قام بتشغيل البحث. على الرغم من وجود طريقة محتملة لمنع تصعيد الامتيازات عند فتح ملف، إلا أنه لا يوجد حل واضح لمنع المستخدمين الآخرين من عرض الملفات الخاصة بمستخدم آخر.

## حالة التطوير
لم يتم إصدار أي تحديثات لبرنامج "إيفري ثينج" في الفترة من نوفمبر 2009 إلى يناير 2013. منذ ذلك الحين، شهد البرنامج العديد من التحديثات.

## بدائل مشابهة
تستخدم محركات البحث البديلة التالية، والمجانية أيضًا، نفس تقنية قراءة فهرس NTFS مباشرةً:
- **NTFS-Search** (آخر تحديث في 5 يوليو 2017)[19] و**SwiftSearch** (آخر تحديث في 6 يوليو 2019)[20] – كلاهما مفتوح المصدر.
- **UltraSearch** من تطوير شركة **Jam Software** (إصدار مجاني بوظائف محدودة من برنامج تجاري)[21] – برنامج مجاني.

## قراءة إضافية
- Everything Search Engine Review نسخة محفوظة 31 أكتوبر 2012 على موقع واي باك مشين., Refolder
- Everything Search – Best Desktop Search Engine for Win10 نسخة محفوظة 13 مايو 2019 على موقع واي باك مشين., detailed description, osjoy.com, 19 December 2018